# Stadi di tennis per capacità

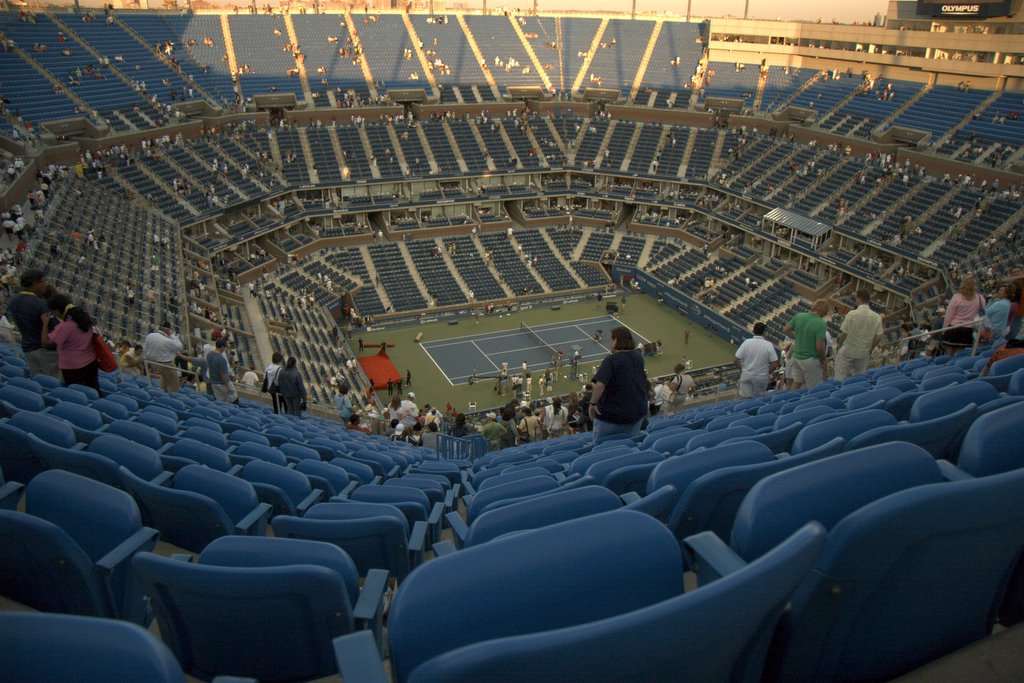
Arthur Ashe Stadium, costruito nel 1997 al USTA National Tennis Center a New York, è il più grande stadio del mondo specifico per il tennis.

Quella che segue è una lista di stadi di tennis. Essi sono ordinati per la loro capacità (posti a sedere disponibili), quello è il numero massimo di spettatori che lo stadio può ospitare.
Contiene stadi che sono stati costruiti specificamente per il tennis, o multifunzionali ma che regolarmente ospitano tornei di questo sport. È inclusa un'altra lista per sedi che sono state modificate per ospitare eventi tennistici (di norma Coppa Davis e Fed Cup).
Il numero massimo di spettatori a un incontro ufficiale di tennis è stato di 27.200, quando un campo fu allestito allo Stadio Olimpico de la Cartuja per ospitare la finale di Coppa Davis 2004 tra Spagna e Stati Uniti.
Il campo centrale di Wimbledon, con l'aggiunta di una nuova copertura sul tetto nel 2009, è diventato il più grande stadio di tennis del mondo per capienza, che è dotato appunto di tetto retrattile.

## Stadi specifici o che ospitano regolarmente dei tornei
(Aggiornato al 2021)
| Pos. | Stadio                                                            | Capacità | Città                         | Paese                 | Torneo ospitato                                                     | Fonte   |
| ---- | ----------------------------------------------------------------- | -------- | ----------------------------- | --------------------- | ------------------------------------------------------------------- | ------- |
| 1    | Arthur Ashe Stadium USTA Billie Jean King National Tennis Center) | 23 200   | New York                      | Stati Uniti d'America | US Open                                                             | [ 1 ]   |
| 2    | Beogradska Arena                                                  | 19 962   | Belgrado                      | Serbia                | Coppa Davis                                                         | [ 2 ]   |
| 3    | Stadium 1 (Indian Wells Tennis Garden)                            | 16 100   | Indian Wells                  | Stati Uniti d'America | BNP Paribas Open                                                    | [ 3 ]   |
| 4    | Inalpi Arena                                                      | 15 657   | Torino                        | Italia                | ATP World Tour Finals (2021-2027)                                   | [ 4 ]   |
| 5    | Court Philippe Chatrier                                           | 15 166   | Parigi                        | Francia               | Open di Francia                                                     | [ 5 ]   |
| 6=   | Rod Laver Arena                                                   | 15 000   | Melbourne                     | Australia             | Australian Open                                                     | [ 6 ]   |
| 6=   | Centre Court                                                      | 15 000   | Wimbledon                     | Gran Bretagna         | Torneo di Wimbledon                                                 | [ 7 ]   |
| 6=   | Connecticut Tennis Center                                         | 15 000   | New Haven (Connecticut)       | Stati Uniti d'America | Pilot Pen Tennis                                                    | [ 8 ]   |
| 6=   | Qizhong Forest Sports City Arena                                  | 15 000   | Shanghai                      | Cina                  | ATP World Tour Finals (2005–08), Shanghai Masters                   | [ 9 ]   |
| 10   | Estadio Mary Terán de Weiss                                       | 14 510   | Buenos Aires                  | Argentina             | Nazionale di Coppa Davis dell'Argentina                             | [ 10 ]  |
| 11=  | West Side Tennis Club                                             | 14 000   | New York                      | Stati Uniti d'America | US Open (1923–1977), Forest Hills Tennis Classic                    | [ 11 ]  |
| 11=  | Sportpaleis                                                       | 14 000   | Anversa                       | Belgio                | Proximus Diamond Games                                              | [ 12 ]  |
| 13=  | Am Rothenbaum                                                     | 13 300   | Amburgo                       | Germania              | Hamburg Masters                                                     | [ 13 ]  |
| 13=  | Tennis Center at Crandon Park                                     | 13 300   | Key Biscayne                  | Stati Uniti d'America | Miami Open                                                          | [ 14 ]  |
| 15=  | Hallenstadion                                                     | 13 000   | Zurigo                        | Svizzera              | Open di Zurigo                                                      | [ 15 ]  |
| 15=  | The Home Depot Center                                             | 13 000   | Carson                        | Stati Uniti d'America | East West Bank Classic                                              | [ 16 ]  |
| 17=  | Caja Mágica                                                       | 12 500   | Madrid                        | Spagna                | Madrid Masters                                                      | [ 17 ]  |
| 17=  | Sobeys Stadium                                                    | 12 500   | Toronto                       | Canada                | Canadian Open                                                       | [ 18 ]  |
| 19=  | Gerry Weber Stadion                                               | 12 300   | Halle                         | Germania              | Gerry Weber Open                                                    | [ 19 ]  |
| 19=  | Palais Omnisports de Paris-Bercy                                  | 12 300   | Parigi                        | Francia               | BNP Paribas Masters                                                 | [ 20 ]  |
| 21=  | Telefónica Arena Madrid                                           | 12 000   | Madrid                        | Spagna                | Madrid Masters (2002–2008)                                          | [ 21 ]  |
| 21=  | IMPACT Arena                                                      | 12 000   | Bangkok                       | Thailandia            | Thailand Open                                                       | [ 22 ]  |
| 21=  | Netaji Indoor Stadium                                             | 12 000   | Kolkata                       | India                 | Sunfeast Open                                                       | [ 23 ]  |
| 24   | Stade IGA                                                         | 11 437   | Montréal                      | Canada                | Canadian Open                                                       | [ 24 ]  |
| 25   | No. 1 Court                                                       | 11 429   | Wimbledon                     | Gran Bretagna         | Torneo di Wimbledon                                                 | [ 25 ]  |
| 26   | Stadio Olimpico di Mosca                                          | 11 400   | Mosca                         | Russia                | Kremlin Cup                                                         | [ 26 ]  |
| 27   | HP Pavilion at San Jose                                           | 11 386   | San Jose (California)         | Stati Uniti d'America | SAP Open                                                            |         |
| 28=  | Stadio del tennis di Roma                                         | 10 500   | Roma                          | Italia                | Internazionali d'Italia                                             | [ 27 ]  |
| 28=  | Lindner Family Tennis Center                                      | 10 500   | Mason (Ohio)                  | Stati Uniti d'America | Cincinnati Open                                                     | [ 28 ]  |
| 28=  | Hisense Arena                                                     | 10 500   | Melbourne                     | Australia             | Australian Open                                                     | [ 29 ]  |
| 28=  | Ken Rosewall Arena                                                | 10 500   | Sydney                        | Australia             | Medibank International, Giochi della XXVII Olimpiade                | [ 30 ]  |
| 32=  | Family Circle Tennis Center                                       | 10 200   | Charleston (Carolina del Sud) | Stati Uniti d'America | Family Circle Cup                                                   | [ 31 ]  |
| 32=  | Louis Armstrong Stadium                                           | 10 200   | New York                      | Stati Uniti d'America | US Open                                                             | [ 32 ]  |
| 34=  | Ahoy Rotterdam                                                    | 10 000   | Rotterdam                     | Paesi Bassi           | ABN AMRO World Tennis Tournament                                    | [ 33 ]  |
| 34=  | Olympic Green Tennis Center (Main Court)                          | 10 000   | Pechino                       | Cina                  | China Open, Giochi della XXIX Olimpiade                             | [ 34 ]  |
| 34=  | Estoril Court Central                                             | 10 000   | Oeiras                        | Portogallo            | Estoril Open                                                        | [ 35 ]  |
| 34=  | Indianapolis Tennis Center                                        | 10 000   | Indianapolis (Indiana)        | Stati Uniti d'America | Indianapolis Tennis Championships                                   | [ 36 ]  |
| 34=  | Seoul Olympic Park Tennis Center                                  | 10 000   | Seul                          | Corea del Sud         | Giochi della XXIV Olimpiade, Korea Open Tennis Championships        | [ 37 ]  |
| 34=  | Tokyo Metropolitan Gymnasium                                      | 10 000   | Tokyo                         | Giappone              | Toray Pan Pacific Open                                              | [ 38 ]  |
| 34=  | Estadio Universidad del Mar                                       | 10 000   | La Serena                     | Cile                  | La Serena Open                                                      | [ 39 ]  |
| 41   | Court Suzanne Lenglen                                             | 9 959    | Parigi                        | Francia               | Open di Francia                                                     | [ 40 ]  |
| 42=  | Ariake Coliseum                                                   | 9 000    | Tokyo                         | Giappone              | AIG Japan Open                                                      | [ 41 ]  |
| 42=  | Monte Carlo Country Club                                          | 9 000    | Roquebrune-Cap-Martin         | Francia               | Monte Carlo Masters                                                 | [ 42 ]  |
| 44   | Athens Olympic Tennis Centre                                      | 8 600    | Atene                         | Grecia                | Giochi della XXVIII Olimpiade                                       | [ 43 ]  |
| 45   | Kooyong Stadium                                                   | 8 500    | Melbourne                     | Australia             | Kooyong Classic                                                     | [ 44 ]  |
| 46   | Delray Beach Tennis Center                                        | 8 200    | Delray Beach (Florida)        | Stati Uniti d'America | Delray Beach International Tennis Championships                     | [ 45 ]  |
| 47=  | Devonshire Park Lawn Tennis Club                                  | 8 000    | Eastbourne                    | Regno Unito           | Eastbourne International                                            | [ 46 ]  |
| 47=  | I. Czech Lawn Tennis Club                                         | 8 000    | Praga                         | Repubblica Ceca       | I. ČLTK Prague Open                                                 | [ 47 ]  |
| 47=  | Burswood Dome                                                     | 8 000    | Perth                         | Australia             | Hopman Cup                                                          | [ 36 ]  |
| 47=  | The Home Depot Center                                             | 8 000    | Carson (California)           | Stati Uniti d'America | LA Women's Tennis Championships                                     | [ 48 ]  |
| 51   | Real Club de Tenis Barcelona                                      | 7 800    | Barcellona                    | Spagna                | Open SabadellAtlántico                                              | [ 49 ]  |
| 52=  | William H.G. FitzGerald Tennis Center                             | 7 500    | Washington                    | Stati Uniti d'America | Legg Mason Tennis Classic                                           | [ 50 ]  |
| 52=  | Wiener Stadthalle                                                 | 7 500    | Vienna                        | Austria               | Vienna Open                                                         | [ 51 ]  |
| 54   | Stone Mountain Tennis Center                                      | 7 200    | Atlanta (Georgia)             | Stati Uniti d'America | Giochi della XXVI Olimpiade                                         | [ 53 ]  |
| 55   | KSK Arena                                                         | 7 044    | San Pietroburgo               | Russia                | St. Petersburg Open                                                 | [ 54 ]  |
| 56=  | Grand Stand Arena                                                 | 7 000    | Roma                          | Italia                | Internazionali d'Italia                                             | [ 27 ]  |
| 56=  | Dom Športova                                                      | 7 000    | Zagabria                      | Croazia               | PBZ Zagreb Indoors                                                  | [ 55 ]  |
| 56=  | Steffi-Graf-Stadion                                               | 7 000    | Berlino                       | Germania              | Qatar Telecom German Open                                           | [ 56 ]  |
| 59   | Queen's Club                                                      | 6 858    | Londra                        | Gran Bretagna         | Queen's Club Championships                                          | [ 57 ]  |
| 60   | Palais des Sports de Gerland                                      | 6 500    | Lione                         | Francia               | Grand Prix de Tennis de Lyon                                        | [ 58 ]  |
| 61   | Sichuan International Tennis Center                               | 6 346    | Sichuan                       | Cina                  | ATP Champions Tour                                                  | [ 59 ]  |
| 62   | Fairmont Scottsdale Princess Tennis Club                          | 6 300    | Scottsdale (Arizona)          | Stati Uniti d'America | ATP Scottsdale Classic (1987–2005)                                  | [ 60 ]  |
| 63   | Buenos Aires Lawn Tennis Club                                     | 6 250    | Buenos Aires                  | Argentina             | Argentina Open                                                      | [ 61 ]  |
| 64   | Porsche Arena                                                     | 6 100    | Stoccarda                     | Germania              | Porsche Tennis Grand Prix                                           | [ 62 ]  |
| 65=  | Canada Stadium                                                    | 6 000    | Ramat HaSharon                | Israele               | Nazionale di Coppa Davis d'Israele                                  | [ 44 ]  |
| 65=  | Fairmont Acapulco Princess                                        | 6 000    | Acapulco                      | Messico               | Abierto Mexicano Telcel                                             | [ 63 ]  |
| 65=  | Memorial Drive Park                                               | 6 000    | Adelaide                      | Australia             | Next Generation Adelaide International                              | [ 64 ]  |
| 65=  | St. Jakobshalle                                                   | 6 000    | Basilea                       | Svizzera              | Swiss Indoors                                                       | [ 65 ]  |
| 65=  | Margaret Court Arena                                              | 6 000    | Melbourne                     | Australia             | Australian Open                                                     | [ 66 ]  |
| 65=  | Aegon Arena                                                       | 6 000    | Bratislava                    | Slovacchia            | Nazionale di Coppa Davis della Slovacchia                           | [ 67 ]  |
| 65=  | Roy Emerson Arena                                                 | 6 000    | Gstaad                        | Svizzera              | Allianz Suisse Open Gstaad                                          | [ 68 ]  |
| 65=  | Grandstand Stadium                                                | 6 000    | New York                      | Stati Uniti d'America | US Open                                                             | [ 69 ]  |
| 65=  | Tennis stadium Kitzbühel                                          | 6 000    | Kitzbühel                     | Austria               | Austrian Open Kitzbühel                                             | [ 70 ]  |
| 65=  | Legia Tennis Centre                                               | 6 000    | Varsavia                      | Polonia               | Warsaw Open (1995-2010)                                             | [ 71 ]  |
| 75=  | SDAT Tennis Stadium                                               | 5 800    | Chennai                       | India                 | Chennai Open                                                        | [ 72 ]  |
| 75=  | Los Angeles Tennis Center                                         | 5 800    | Los Angeles                   | Stati Uniti d'America | Countrywide Classic, Giochi della XXIII Olimpiade                   | [ 74 ]  |
| 77   | Intersport Arena                                                  | 5 699    | Linz                          | Austria               | Generali Ladies Linz                                                | [ 75 ]  |
| 78=  | Complexe Al Amal                                                  | 5 500    | Casablanca                    | Marocco               | Grand Prix Hassan II                                                | [ 44 ]  |
| 78=  | Pat Rafter Arena                                                  | 5 500    | Brisbane                      | Australia             | Brisbane International                                              | [ 76 ]  |
| 78=  | Tennis Club Weissenhof                                            | 5 500    | Stoccarda                     | Germania              | Mercedes Cup                                                        | [ 77 ]  |
| 81   | Racquet Park at Amelia Island Plantation                          | 5 390    | Amelia Island (Florida)       | Stati Uniti d'America | Bausch & Lomb Championships                                         | [ 78 ]  |
| 82   | Racquet Club of Memphis                                           | 5 200    | Memphis                       | Stati Uniti d'America | RMK Championships Cellular South Cup                                | [ 79 ]  |
| 83=  | Dubai Tennis Stadium                                              | 5 000    | Dubai                         | Emirati Arabi Uniti   | Dubai Tennis Championships                                          | [ 80 ]  |
| 83=  | BNR Arenas                                                        | 5 000    | Bucarest                      | Romania               | BCR Open Romania                                                    | [ 81 ]  |
| 83=  | Kungliga Tennishallen                                             | 5 000    | Stoccolma                     | Svezia                | Stockholm Open                                                      | [ 82 ]  |
| 83=  | Sportlokaal Bokkeduinen                                           | 5 000    | Amersfoort                    | Paesi Bassi           | Dutch Open                                                          | [ 83 ]  |
| 83=  | Utsubo Tennis Center                                              | 5 000    | Osaka                         | Giappone              | HP Open                                                             | [ 84 ]  |
| 88   | Stade Pierre de Coubertin                                         | 4 835    | Parigi                        | Francia               | Open Gaz de France (1993-2014)                                      | [ 85 ]  |
| 89   | Warszawianka Tennis Centre                                        | 4 500    | Varsavia                      | Polonia               | Warsaw Open                                                         | [ 86 ]  |
| 90   | Arènes de Metz                                                    | 4 303    | Metz                          | Francia               | Open de Moselle                                                     | [ 87 ]  |
| 91   | MTTC Iphitos                                                      | 4 300    | Monaco di Baviera             | Germania              | Internazionali di Tennis di Baviera                                 | [ 88 ]  |
| 92=  | OAKA Tennis Centre Show Court #1                                  | 4 200    | Atene                         | Grecia                | Giochi della XXVIII Olimpiade                                       |         |
| 92=  | OAKA Tennis Centre Show Court #2                                  | 4 200    | Atene                         | Grecia                | Giochi della XXVIII Olimpiade                                       |         |
| 94   | Khalifa International Tennis Complex                              | 4 106    | Doha                          | Qatar                 | Qatar ExxonMobil Open Qatar Total Open                              | [ 89 ]  |
| 95=  | ITC Stella Maris                                                  | 4 000    | Umago                         | Croazia               | Croatia Open Umag                                                   | [ 90 ]  |
| 95=  | Newport Casino                                                    | 4 000    | Newport (Rhode Island)        | Stati Uniti d'America | U.S. National Championships (1881–1914), Hall of Fame Championships | [ 91 ]  |
| 95=  | Olympic Green Tennis Center (No. 1 Court)                         | 4 000    | Pechino                       | Cina                  | China Open                                                          | [ 34 ]  |
| 95=  | No. 2 Court                                                       | 4 000    | Wimbledon                     | Gran Bretagna         | Wimbledon                                                           |         |
| 95=  | Circolo della Stampa                                              | 4 000    | Torino                        | Italia                | Sporting Challenger (2002-2011)                                     |         |
| 100  | Shri Shiv Chhatrapati Sports City, Balewadi, Pune, center cour    | 3 800    | Balewadi, Pune                | India                 | Tennis ai Giochi del Commonwealth 2008                              | [ 92 ]  |
| 101  | Stadio Nicola Pietrangeli                                         | 3 720    | Roma                          | Italia                | Internazionali d'Italia                                             | [ 27 ]  |
| 102  | Roland Garros No. 1 Court                                         | 3 518    | Parigi                        | Francia               | Open di Francia                                                     | [ 93 ]  |
| 103= | Darling Tennis Center                                             | 3 500    | Las Vegas                     | Stati Uniti d'America | Tennis Channel Open                                                 | [ 94 ]  |
| 103= | Club de Tenis Puente Romano                                       | 3 500    | Marbella                      | Spagna                | Andalucia Tennis Experience                                         | [ 95 ]  |
| 105  | Barcelona Tennis Olímpic                                          | 3 450    | Barcellona                    | Spagna                | Barcelona KIA, Giochi della XXV Olimpiade                           | [ 96 ]  |
| 106= | River Oaks Country Club                                           | 3 000    | Houston (Texas)               | Stati Uniti d'America | U.S. Men's Clay Court Championships                                 | [ 97 ]  |
| 106= | Centro Tennis di Fonte dell'Ovo                                   | 3 000    | Città di San Marino           | San Marino            | Internazionali di San Marino (1991-2014 2021-)                      | [ 98 ]  |
| 108  | No. 3 Court                                                       | 2 990    | Wimbledon                     | Gran Bretagna         | Wimbledon                                                           |         |
| 109  | Club Campestre El Rancho                                          | 2 500    | Bogotà                        | Colombia              | Copa Colsanitas                                                     |         |
| 110  | Taube Tennis Center                                               | 2 500    | Stanford (California)         | Stati Uniti d'America | Bank of the West Classic                                            | [ 99 ]  |
| 111  | Edi Raffin Centre Court                                           | 2 500    | Cordenons                     | Italia                | Zucchetti Kos Tennis Cup                                            |         |
| 112  | Palazzetto dello sport (Bergamo)                                  | 2 250    | Bergamo                       | Italia                | Internazionali di Tennis di Bergamo                                 |         |
| 113= | PEPS                                                              | 2 000    | Québec                        | Canada                | Bell Challenge                                                      | [ 100 ] |
| 113= | Olympic Green Tennis Center (No. 2 Court)                         | 2 000    | Pechino                       | Cina                  | China Open                                                          | [ 101 ] |
| 115  | Stadio Beppe Croce                                                | 1 920    | Genova                        | Italia                | Genoa Open Challenger                                               | [ 102 ] |
| 116= | ŠRC Marina                                                        | 1 600    | Portorose                     | Slovenia              | Banka Koper Slovenia Open                                           | [ 103 ] |
| 116= | Werzer Arena                                                      | 1 600    | Pörtschach                    | Austria               | Hypo Group Tennis International                                     | [ 104 ] |
| 116= | Edgbaston Priory Club                                             | 1 500    | Birmingham                    | Gran Bretagna         | AEGON Classic                                                       | [ 105 ] |
| 116= | LTAT National Tennis Development Centre                           | 1 500    | Bangkok                       | Thailandia            | Thailand Open                                                       | [ 106 ] |
| 116= | Athens Lawn Tennis Club                                           | 1 500    | Atene                         | Grecia                | Greek Open                                                          |         |
| 121  | Dwight Davis Memorial Tennis Center                               | 1 100    | St. Louis (Missouri)          | Stati Uniti d'America | St. Louis Aces                                                      |         |
| 122= | Fitzwilliam Lawn Tennis Club                                      | 1 000    | Dublino                       | Irlanda               | Shelbourne Irish Open                                               |         |
| 122= | Sopocki Klub Tenisowy                                             | 1 000    | Sopot                         | Polonia               | Sopot Open                                                          | [ 107 ] |

## Uso temporaneo per incontri di tennis
| Pos. | Stadio                                 | Capacità | Città               | Paese                 | Torneo ospitato                                    | Fonte            |
| ---- | -------------------------------------- | -------- | ------------------- | --------------------- | -------------------------------------------------- | ---------------- |
| 1    | Queensland Sport and Athletics Centre  | 48 400   | Brisbane            | Australia             | Semifinale Coppa Davis 1999                        | [ 108 ]          |
| 2    | Reliant Astrodome                      | 46 000   | Houston (Texas)     | Stati Uniti d'America | The Battle of the Sexes                            | [ 109 ]          |
| 3    | Stade Pierre-Mauroy                    | 27 448   | Villeneuve-d'Ascq   | Francia               | Finale Coppa Davis 2014                            |                  |
| 4    | Estadio Olímpico de Sevilla            | 27 200   | Siviglia            | Spagna                | Finale Coppa Davis 2004                            | [ 110 ] [ 111 ]  |
| 5    | Belgrade Arena                         | 23 000   | Belgrado            | Serbia                | Coppa Davis 2007                                   | [ 112 ]          |
| 6    | Sportpaleis                            | 18 500   | Anversa             | Belgio                | Proximus Diamond Games                             | [ 113 ]          |
| 7    | Royal Dublin Society                   | 18 000   | Dublino             | Irlanda               | Coppa Davis 1983                                   |                  |
| 8    | The O2 arena                           | 17 500   | Londra              | Gran Bretagna         | ATP World Tour Finals                              | dal 2009 al 2020 |
| 9    | Estadio Mary Terán de Weiss            | 14 510   | Buenos Aires        | Argentina             | Semifinale Coppa Davis 2006                        | [ 114 ]          |
| 10   | Real Sociedad de Tenis de La Magdalena | 14 000   | Santander           | Spagna                | Semifinale Coppa Davis 2000                        | [ 115 ]          |
| 11   | Memorial Coliseum                      | 12 000   | Portland            | Stati Uniti d'America | Finale Coppa Davis 2007                            | [ 116 ]          |
| 12   | Yad Eliyahu Arena                      | 11 700   | Tel Aviv            | Israele               | Coppa Davis 2009                                   | [ 117 ]          |
| 13   | Forum di Assago                        | 11 200   | Milano              | Italia                | Finale Coppa Davis 1998                            | [ 118 ]          |
| 14   | Westpac Arena                          | 9 000    | Christchurch        | Nuova Zelanda         | Celebrity Tennis Matches                           | [ 119 ]          |
|      | Unipol Arena                           | 8275     | Casalecchio di Reno |                       |                                                    |                  |
| 15   | Palma Arena                            | 7 000    | Palma di Maiorca    | Spagna                | Battle of Surfaces                                 | [ 120 ]          |
| 16   | Victoria Park                          | 3 600    | Causeway Bay        | Hong Kong             | JB Group Classic                                   | [ 121 ]          |
| 17   | Idrottens Hus                          | 2 400    | Helsingborg         | Svezia                | Coppa Davis 2001 Coppa Davis 2003 Coppa Davis 2009 | [ 122 ]          |